# Insulacebus
Insulacebus toussaintiana  —  вимерлий вид приматів монотипного роду Insulacebus, що належить до парворяду широконосих мавп.
2011 року С.Кук у співавторстві з іншими дослідниками дали назву цьому виду. Серед решток були фрагменти черепа, а саме зуби та кістки нижньої та верхньої щелеп. Скам’янілості знайшли на південному заході острова Гаїті, на рівнині Формон у місцевості  Trouing Jérémie в шарах, що датуються голоценом.
Представники цього роду були всеїдними та вели деревний спосіб життя. За кладистичною класифікацією даний вид віднесли до триби  Aotini Poche 1904 надродини Ateloidea.